# Anticlinale

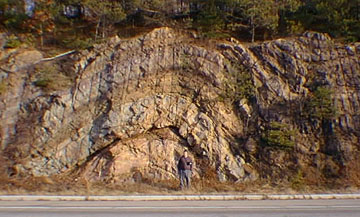
Anticlinale a scala di affioramento

In geologia, una anticlinale è una piega degli strati rocciosi, con gli strati più antichi posizionati al nucleo; essa è il risultato degli sforzi compressivi o tangenziali a cui sono state sottoposte le rocce nel corso del tempo, che le ha deformate plasticamente.
Le anticlinali si possono riconoscere su una carta geologica per l'affioramento, dovuto alla successiva erosione, delle rocce più antiche nel nucleo della piega, secondo la sequenza stratigrafica locale; le anticlinali sono tipicamente affiancate dalle sinclinali, pieghe con nucleo composto dagli strati più giovani, in sistemi formatisi durante le fasi orogenetiche.
Nella geologia degli idrocarburi le anticlinali costituiscono la tipica trappola strutturale.